# Federazione calcistica del Gabon
La Federazione calcistica del Gabon (fra. Fédération Gabonaise de Football; arabo اتحاد الغابون لكرة القدم, acronimo FEGAFOOT) è l'ente che governa il calcio in Gabon.
Fondata nel 1962, si affiliò alla FIFA nel 1963 e alla CAF nel 1967. Ha sede nella capitale Libreville e controlla il campionato nazionale, la coppa nazionale e la nazionale del paese.